# Parascotia nisseni
Parascotia nisseni är en fjärilsart som beskrevs av Turati 1905. Parascotia nisseni ingår i släktet Parascotia och familjen nattflyn. Inga underarter finns listade i Catalogue of Life.